# Stará Vráž (zámek)
Zámek Stará Vráž je novogotická stavba, která slouží jako rehabilitační léčebné sanatorium, prezentuje se pod názvem Lázně Hotel Vráž nebo jen Lázně Vráž. Stojí na katastrálním území Stará Vráž v okrese Písek. V roce 1963 byl zámek zapsán do Ústředního seznamu kulturních památek České republiky.

## Historie
Zámek nechal postavit Jiří Kristián z Lobkovic v letech 1869–1875 jako letní a lovecké lobkovické sídlo v romantickém novogotickém slohu. Stavitelem byl vídeňský architekt Bedřich Flohr. Dne 2. prosince 1879 zámek vyhořel a do roku 1881 byl podle původních plánů architektem Bedřichem Flohrem znovu postaven. V roce 1926 zámek bez vybavení koupil Podpůrný spolek pro péči a zdraví soukromých úředníků a zřízenců v Praze, který zde zřídil zotavovnu. V roce 1932 zámek koupila Nemocenská pojišťovna soukromých úředníků a zřízenců v Praze, která v zámku zřídila sanatorium. Do roku 1936 bylo sanatorium přestavěno a rozšířeno podle návrhů architektů Antonína Tenzera, Františka Čermáka a Gustava Paula a slavnostně otevřeno 11. ledna 1936. Sanatorium vedl významný český neurolog profesor MUDr. Jiří Vítek. Za druhé světové války sanatorium obsadil Wehrmacht. Po roce 1946 byl provoz lázní obnoven a v roce 1948 byly lázně začleněny do Československých státních lázní v Třeboni. V roce 1992 byly lázně zprivatizovány.

## Popis
Novogotický zámek se nachází asi sedm kilometrů na sever od města Písek. Areál zámku tvoří vlastní zámek s kaplí, přírodně-krajinářský park z konce 19. století, kašna a dřevěný kulečník  v parku. V třicátých letech 20. století byly postaveny léčebné budovy čp. 38 a 58 na jih od zámku, vila čp. 37, vodojem v roce 1935, stará vrátnice.
Zámek je jednopatrová zděná budova postavena na obdélném půdorysu s oktogonální věží v ose budovy nad středním rizalitem, který je v přízemí rozšířen podjezdem a balkonem s kružbovým parapetem nad podjezdem. Věž, která je třípatrová a zakončena cimbuřím, má nad druhým patrem kamenný erb. Po stranách budovy jsou dvoupatrové jednoosé předstupující věže s trojúhelníkovými štíty. K nim vpravo přiléhá jednopatrové obdélné křídlo a vlevo kaple na půdorysu obdélníku s pětibokým kněžištěm, ve stěnách jsou prolomena lomená okna s kružbami. Průčelí má osmnáct okenních os, rizalit a boční křídla jsou tříosé. V průčelí jsou čtyři štíty zdobené jehlanci. Obdélná okna mají nadokenní přímé štukové římsy se zalomením. Před zahradním průčelím je obdélníková terasa dlážděná žulovými deskami se schodištěm s kovovým zábradlím.
Vchod pod vjezdem má lomený oblouk se štukovou kružbou v nadpraží. Ve vestibulu je dřevěné schodiště do patra. Stropy v místnostech jsou ploché. V kapli je klenutý strop s lomeným vítězným obloukem.

## Park
V roce 1875 byl zahradním architektem V. Skalníkem vytvořen kolem zámku přírodně-krajinářský park, který má rozlohu 12 ha a rozkládá se na mírném svahu náhorní planiny. Jádrem kompozice je zámek, od kterého se park rozvíjí východním a jižním směrem. Na zahradní průčelí s terasou navazuje centrální travnatá plocha, v jejíž ose je bazén. V sedmdesátých letech byla provedena obnova parku a částečně změněna jeho dispozice.
- V parku byla oranžérie na půdorysu obdélníku o rozměrech 20 × 5 m. Na metrové podezdívce byla vysoká prosklená sedlová střecha, nově střecha krytá pálenou krytinou.

- Bazén byl během druhé světové války zasypán a zničen. Znovu obnoven byl v sedmdesátých letech 20. století. Má nepravidelný tvar, dno a stěny jsou obložené mramorovými deskami, horní část kryjí žulové desky. V bazénu je pět trysek, které čeří hladinu vody.
- Dřevěný kulečník měl dřevěnou kolkovou dráhu, k níž přiléhal zděný domek postavený na půdorysu obdélníku se sedlovou střechou přetaženou v přední části.

Některé objekty v zámeckém parku
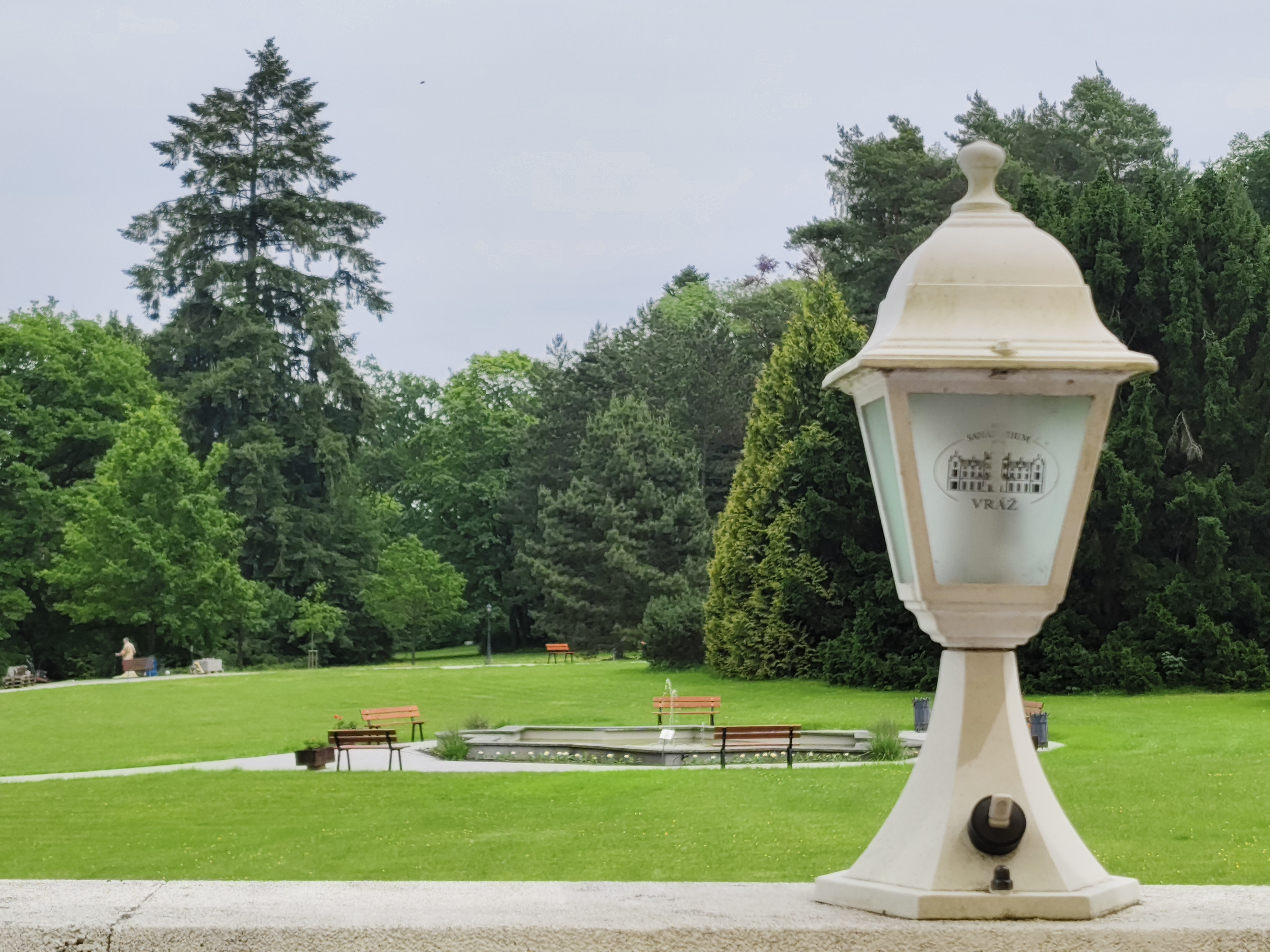
Fontána
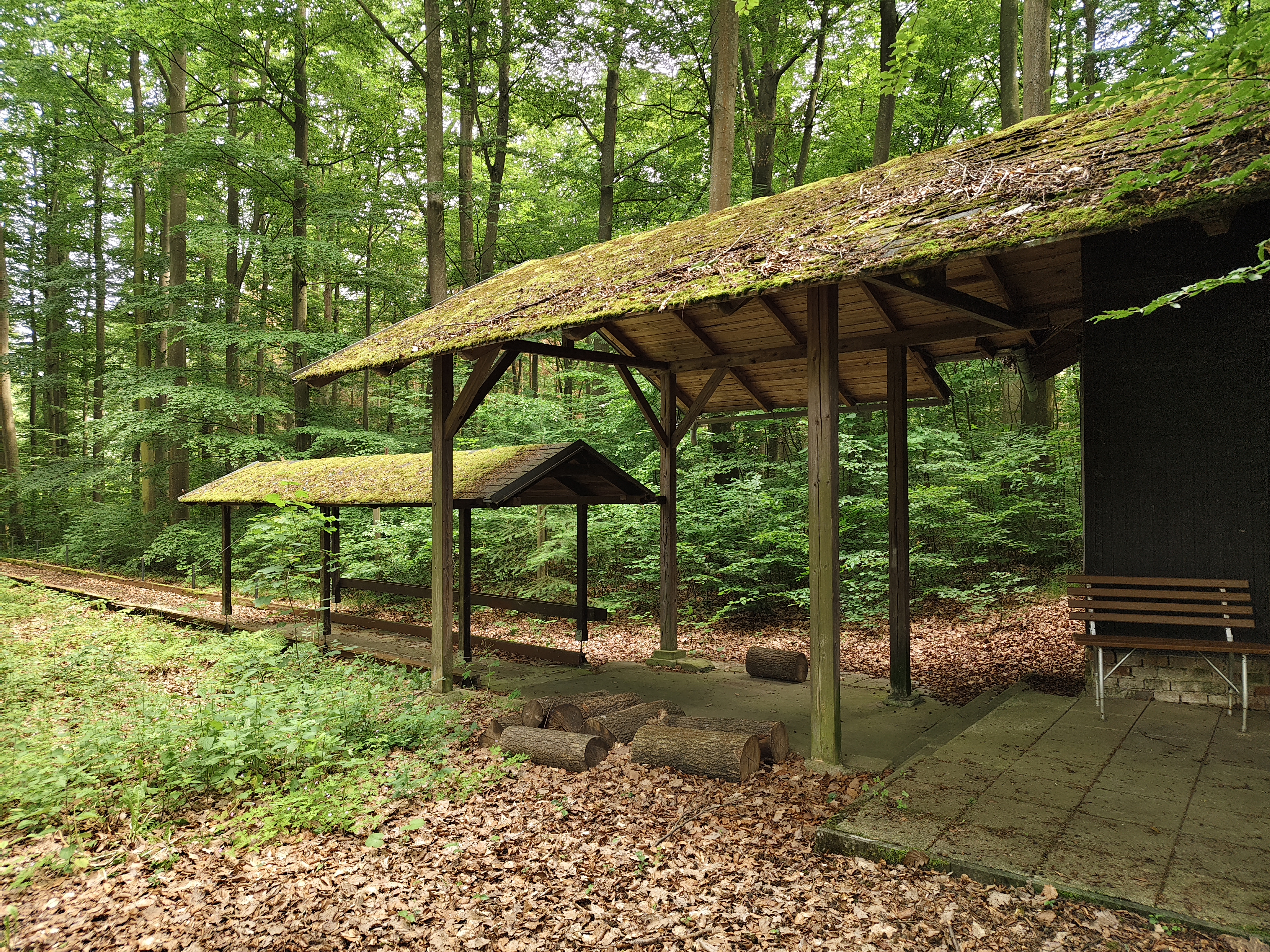
Kulečník
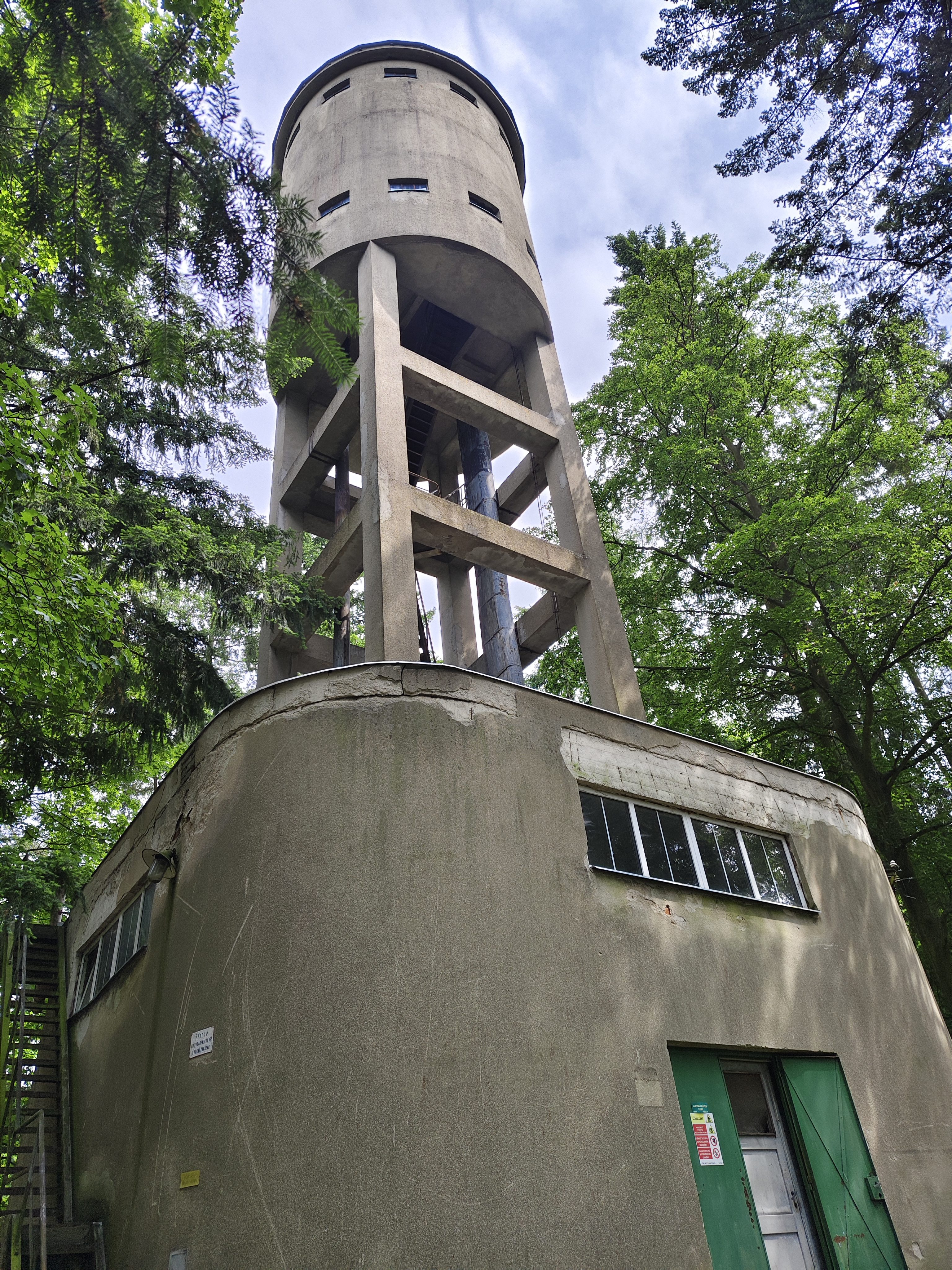
Vodárenská věž
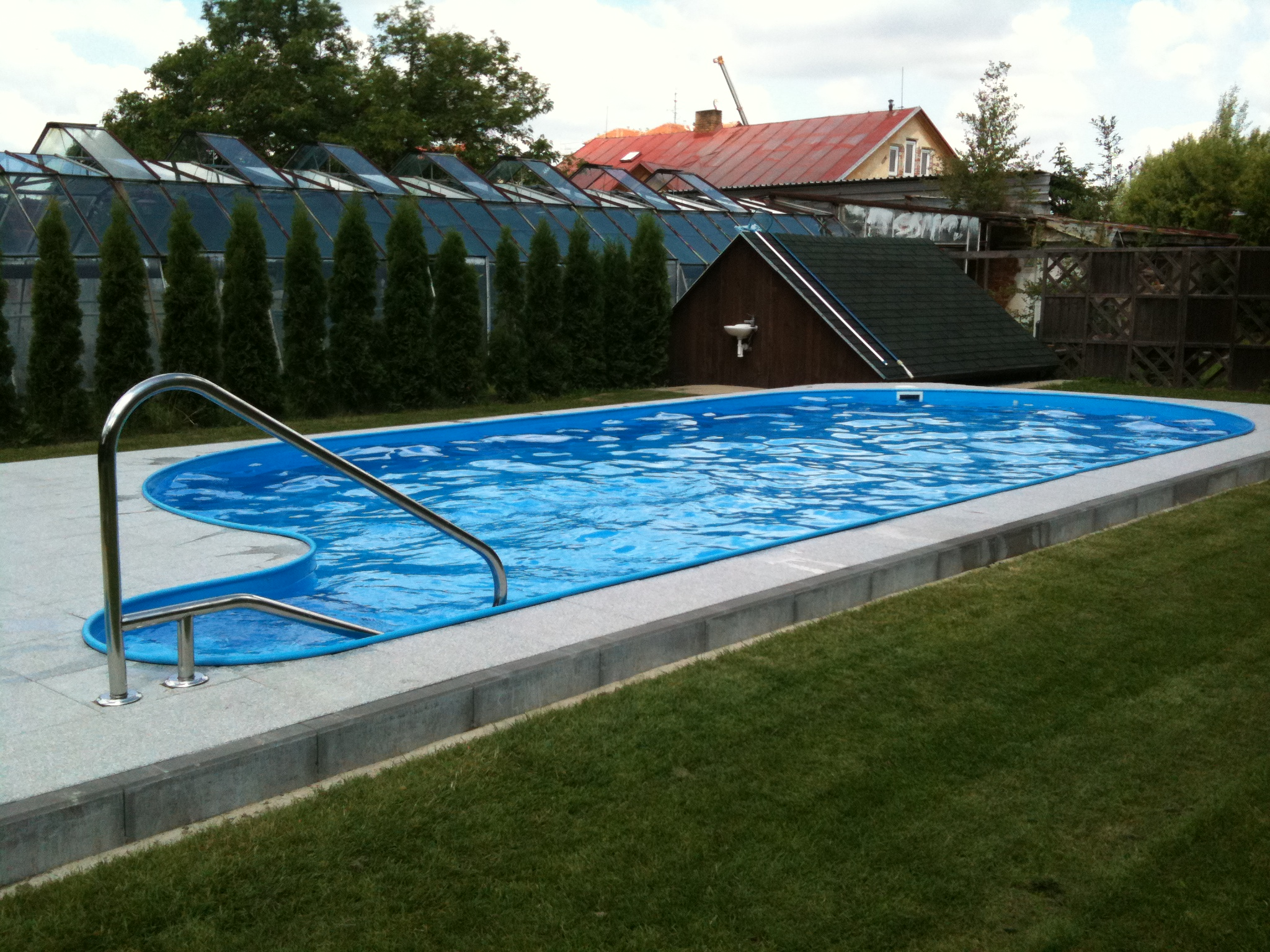
Bazén
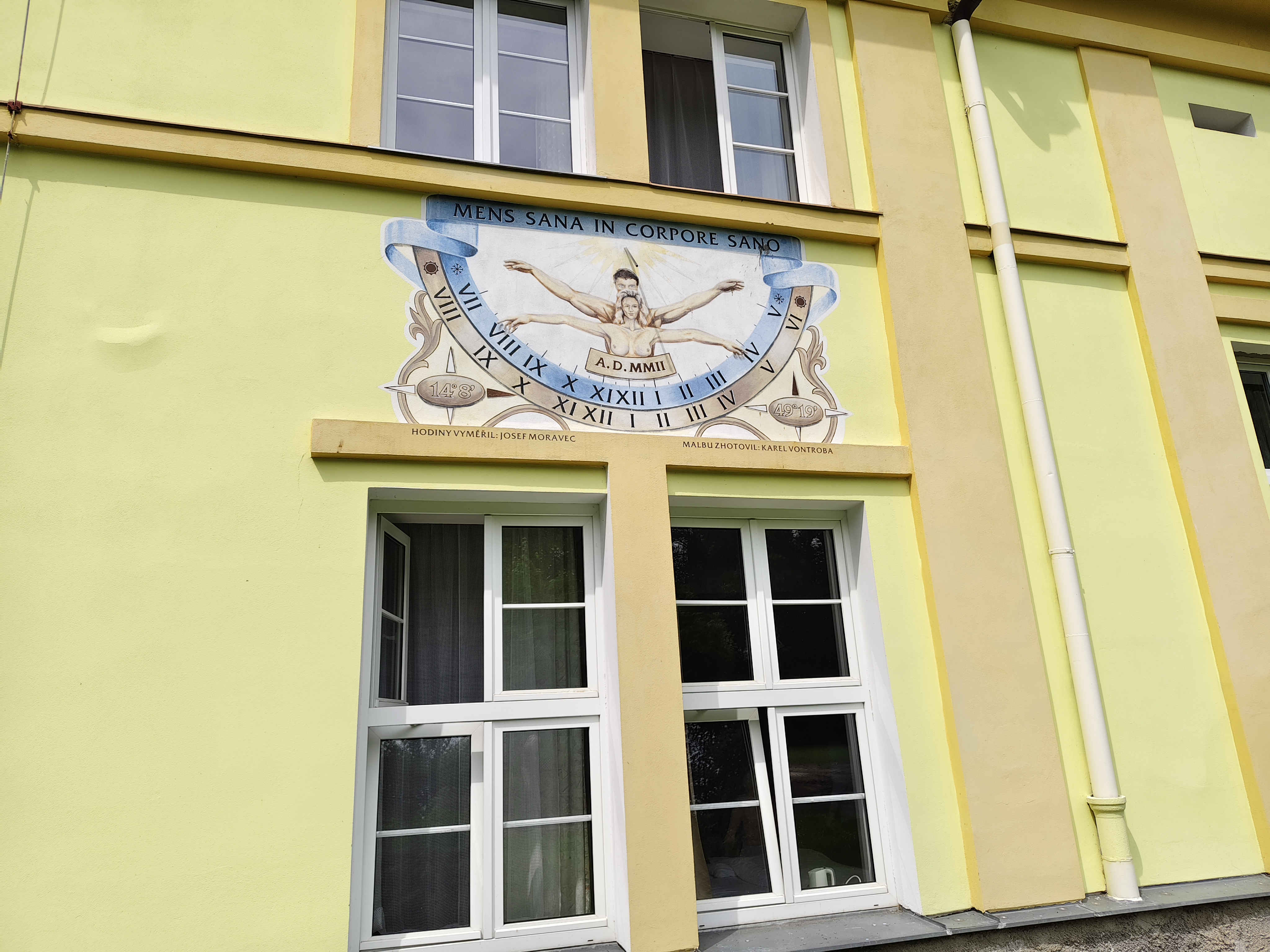
Sluneční hodiny